# Erioptera (Erioptera) cladophoroides
Erioptera (Erioptera) cladophoroides is een tweevleugelige uit de familie steltmuggen (Limoniidae). De soort komt voor in het Neotropisch gebied.